# Ivan Pinkava

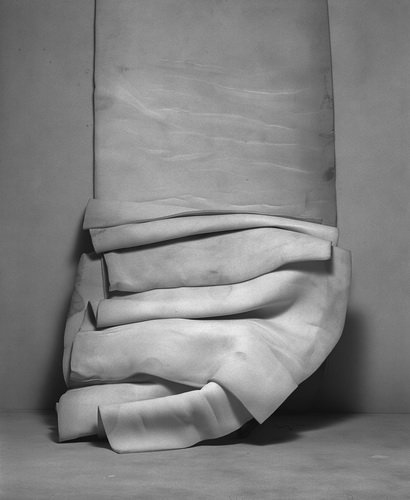
Stržený Ornament, 2012

Ivan Pinkava (* 1. února 1961, Náchod) je český fotograf a vysokoškolský pedagog.

## Studium a profesní život
Narodil se 1. února 1961 v Náchodě. V letech 1977–1981 studoval Střední průmyslovou školu grafickou v Praze, pak od roku 1982 do roku 1986 studoval obor Umělecká fotografie na Filmové a televizní fakultě Akademie múzických umění v Praze. V roce 1989 spolu s fotografy Pavlem Baňkou, Jaroslavem Benešem, Janem Ságlem, Jaroslavem Bártou a Josefem Mouchou založili Prague House of Photography (PHP) - Pražský dům fotografie. Na konci 90. let 20. století byl dva roky předsedou správní rady PHP. V období 2005–2007 působil jako vedoucí pedagog fotografického ateliéru na Vysoké škole uměleckoprůmyslové v Praze.
Věnuje se volné fotografii.

## Dílo

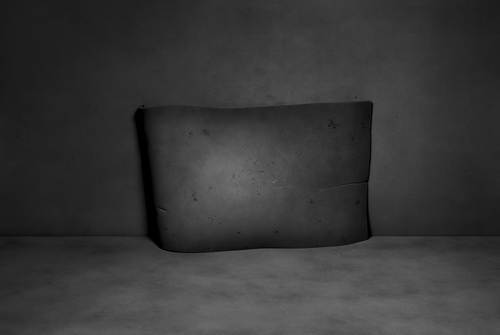
Dogma, 2010

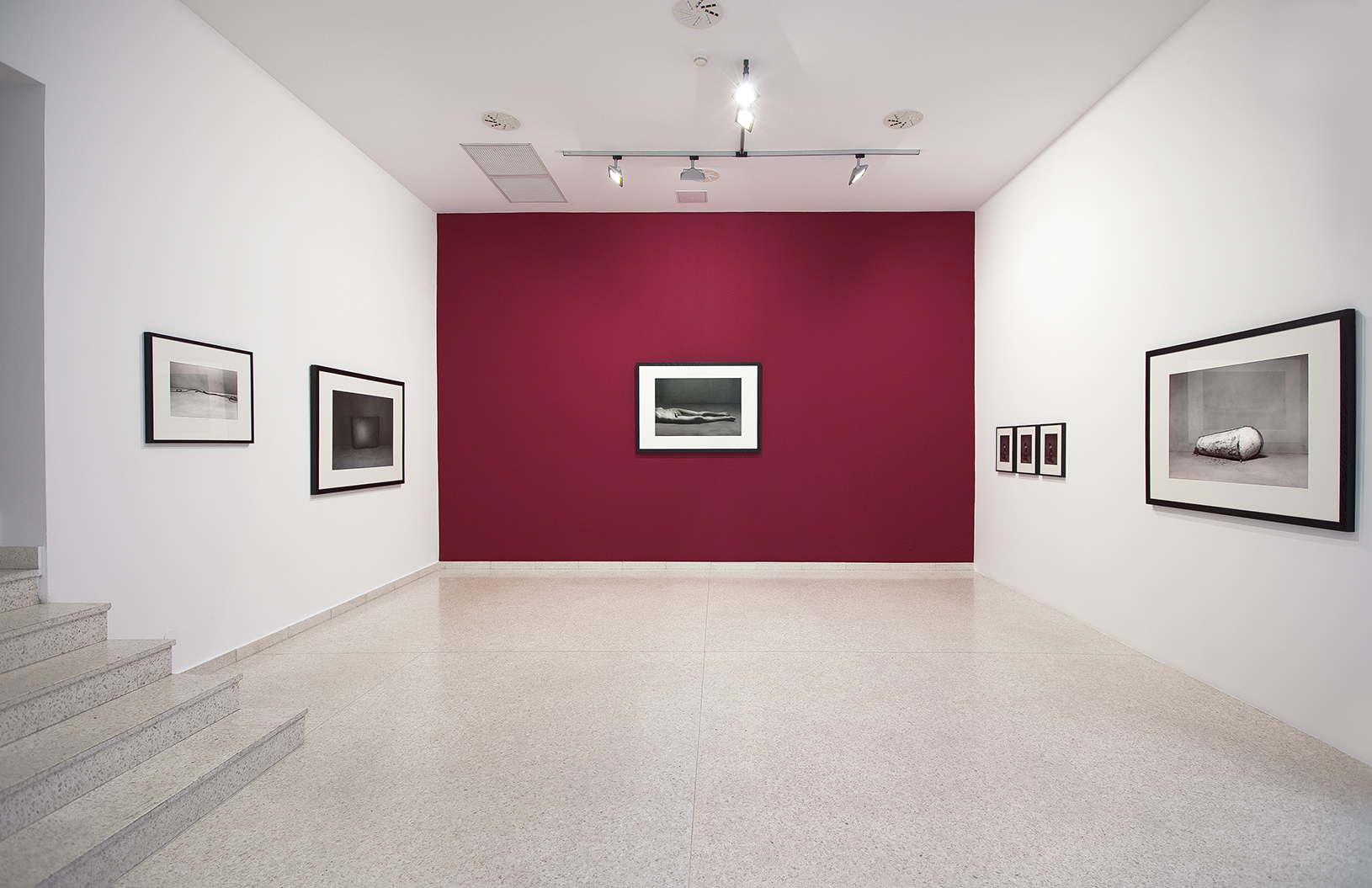
Stržený ornament, Zahorian & co Gallery, 2013, Bratislava

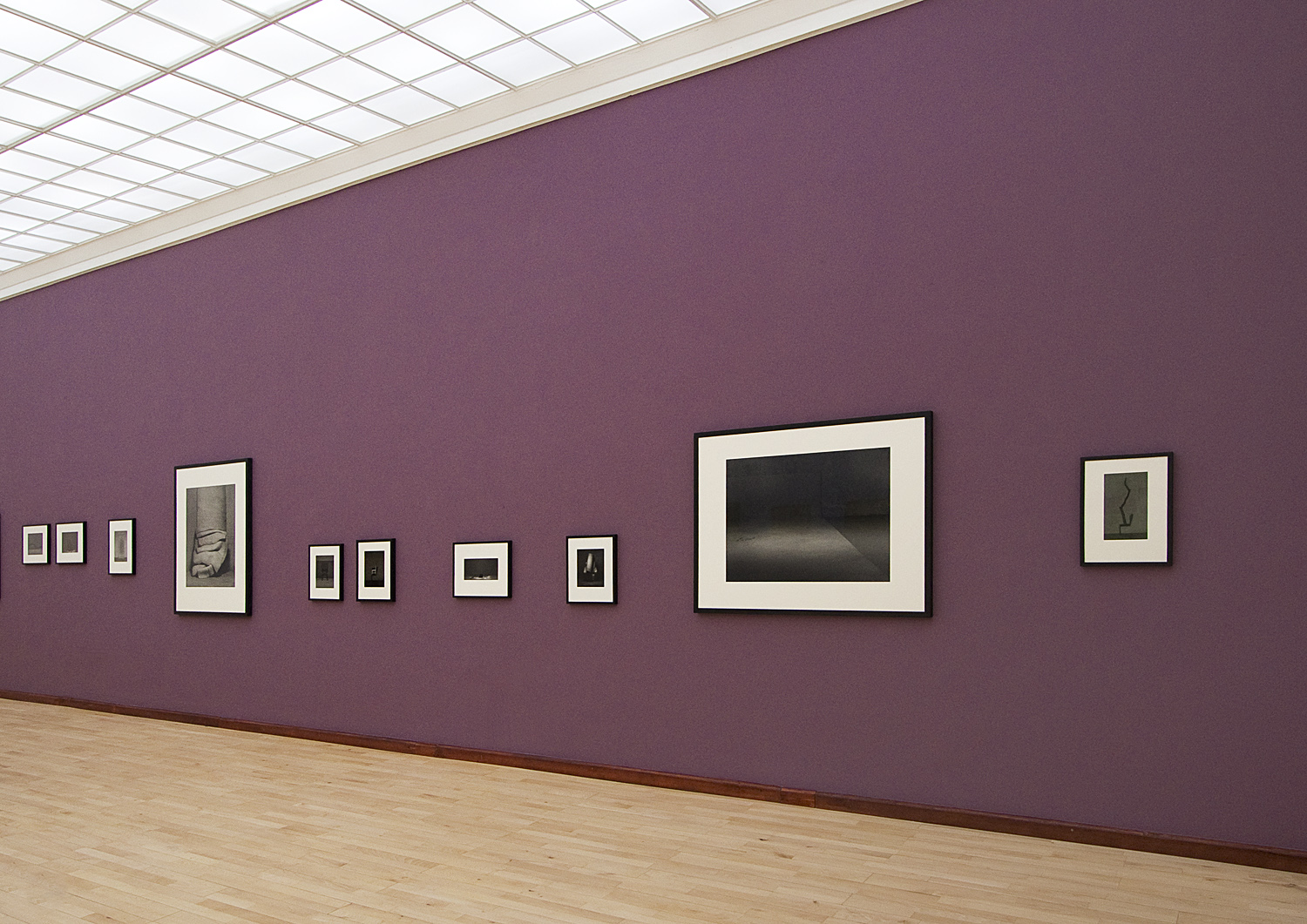
Vnitřní okruh, Městská knihovna, Praha, 2013, (foto Pavel Mára)

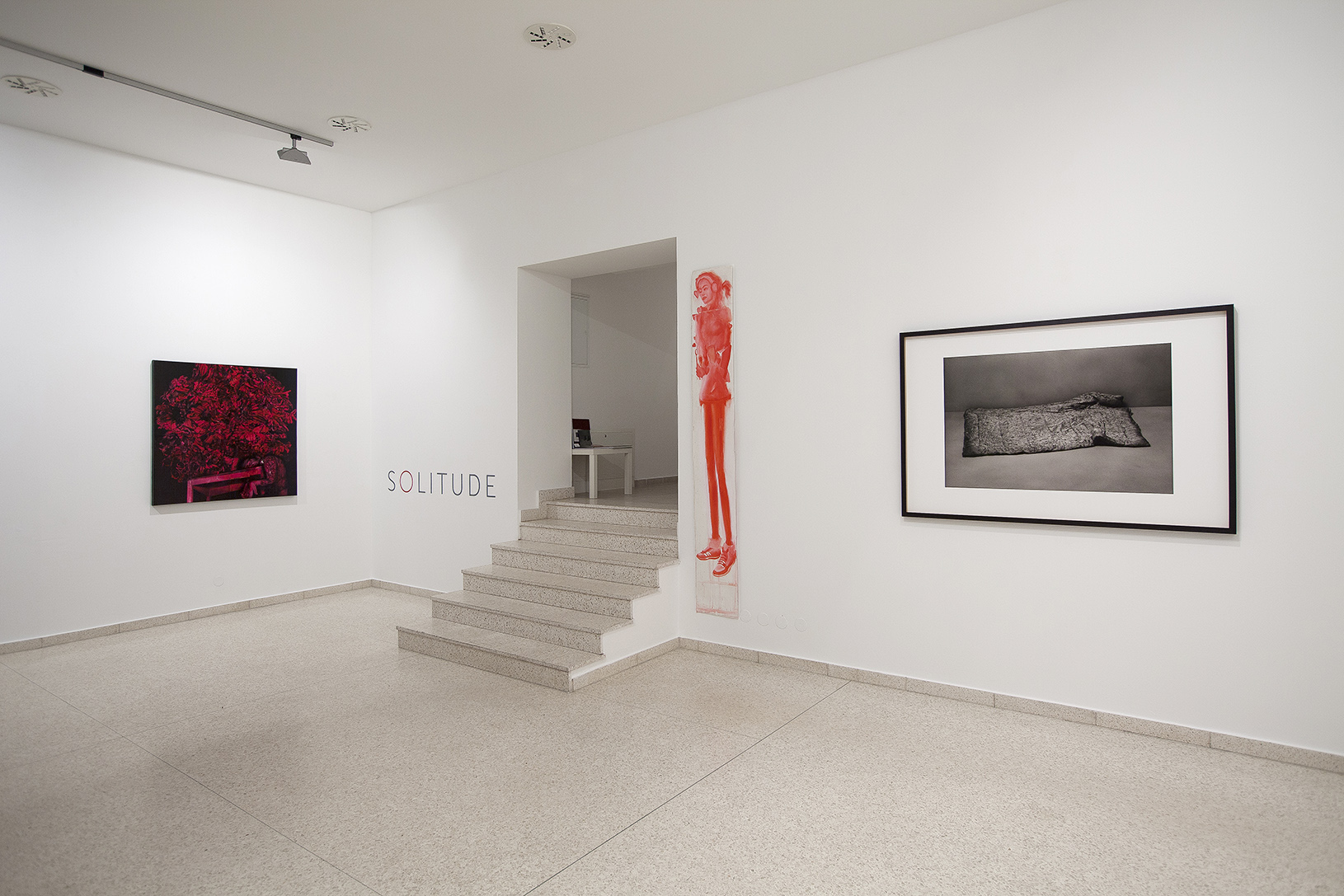
Solitude, Zahorian & co Gallery, 2013, Bratislava

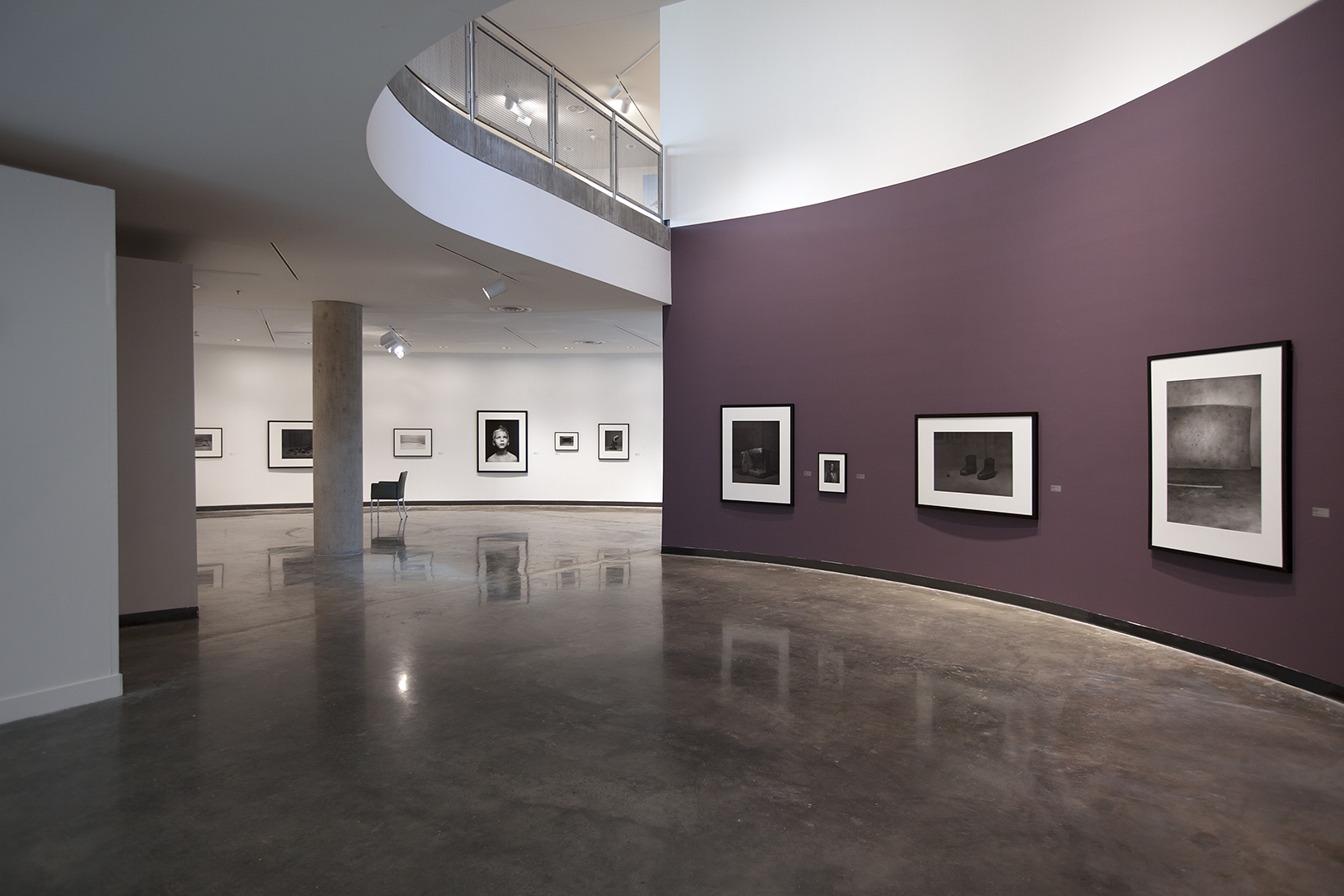
Remains, Katzen Arts Center, 2012, Washington DC

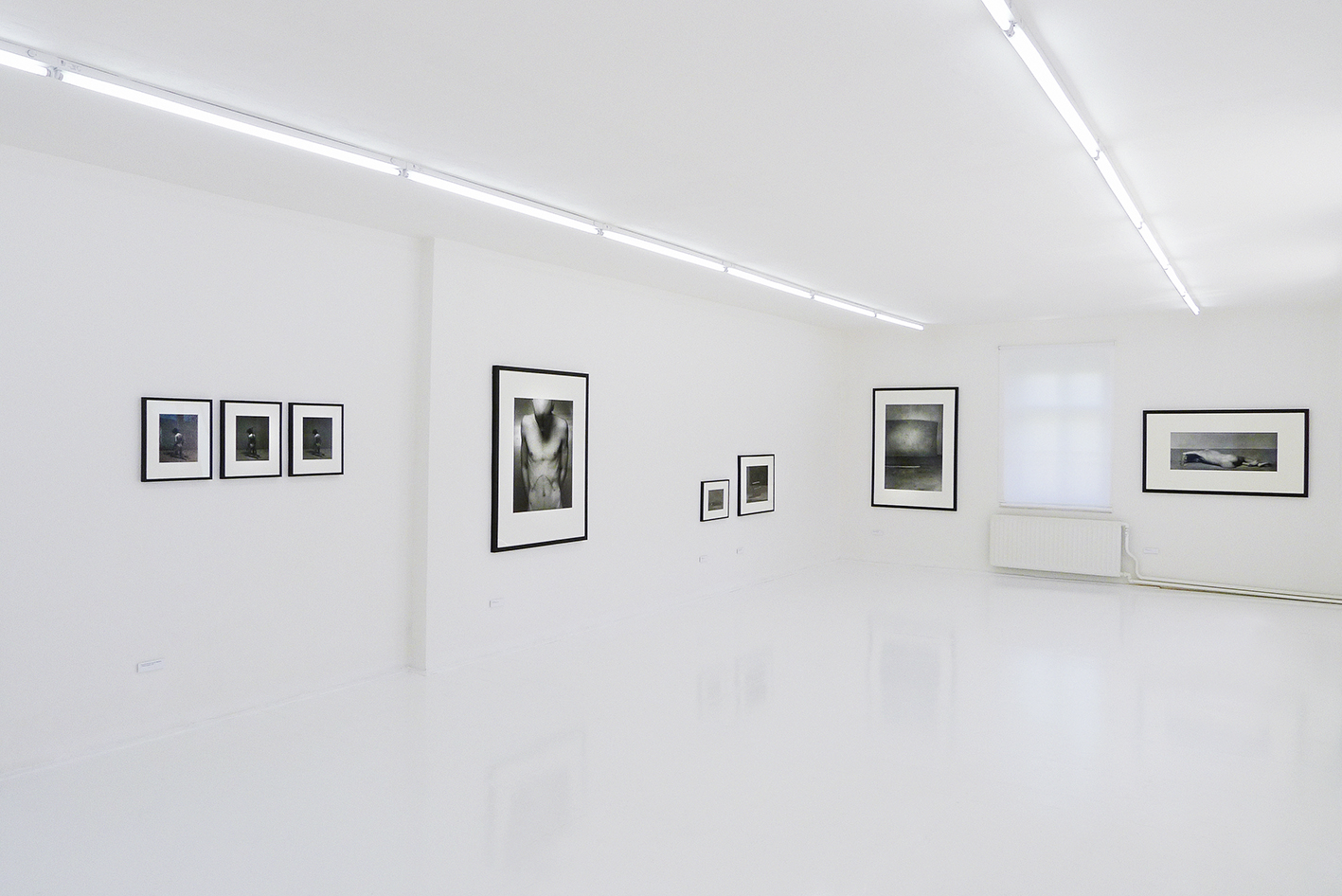
Indexace, Galerie Dům, 2012, Broumov

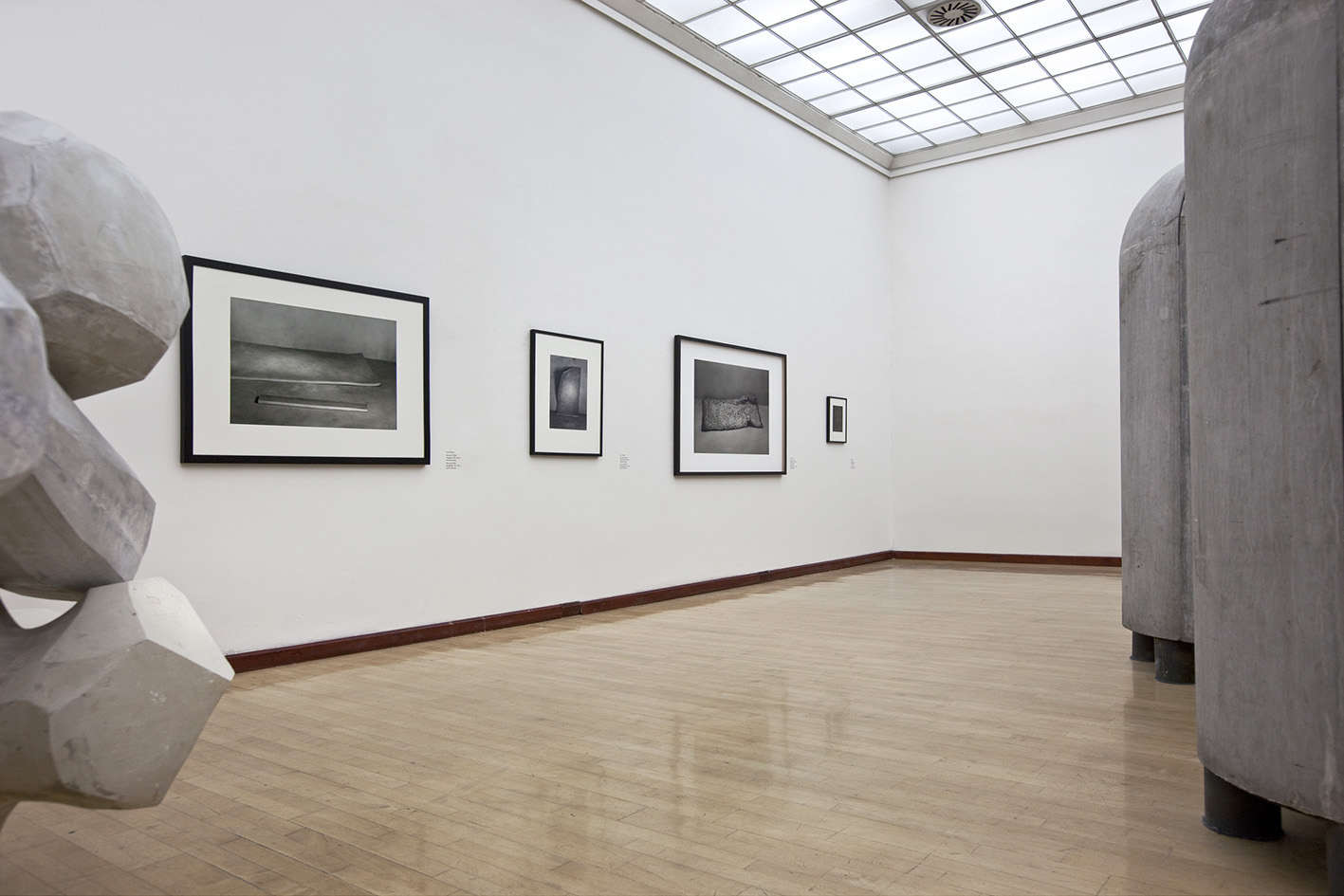
Fundamenty a sedimenty, Městská knihovna, Praha, 2011

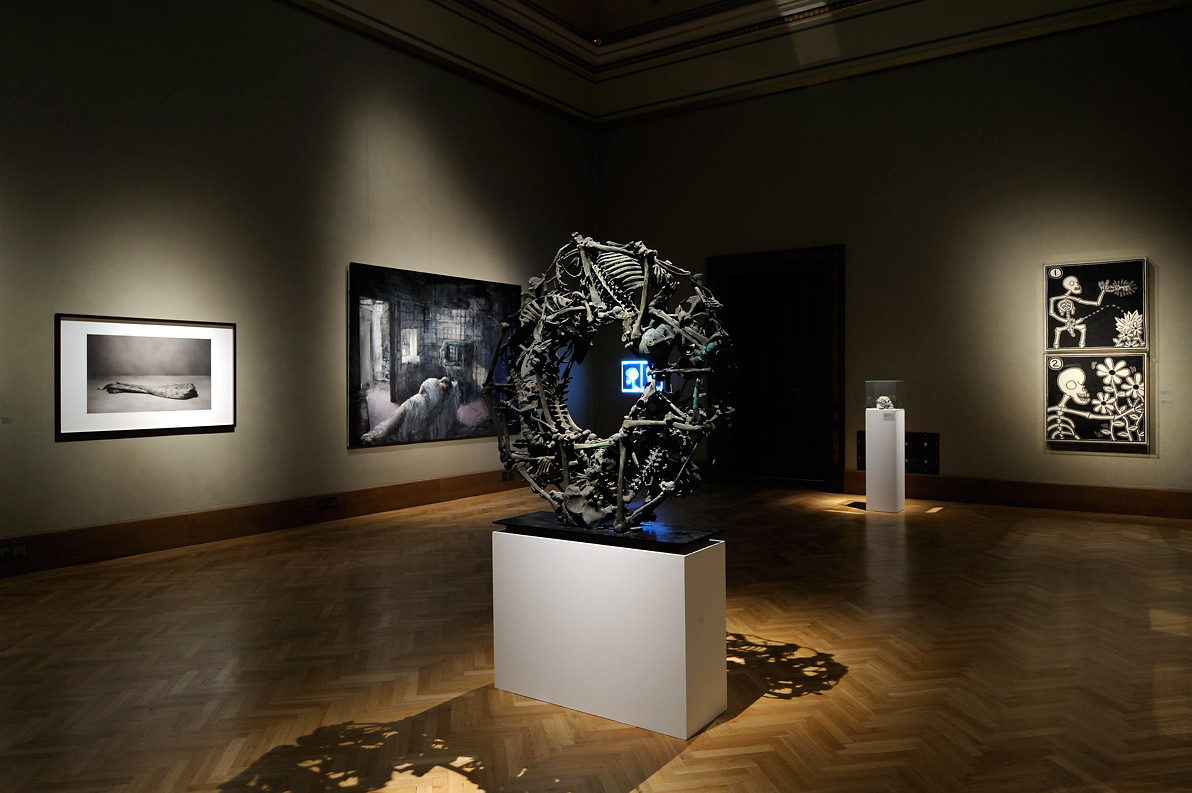
Decadence Now, Galerie Rudolfinum, Praha, 2010

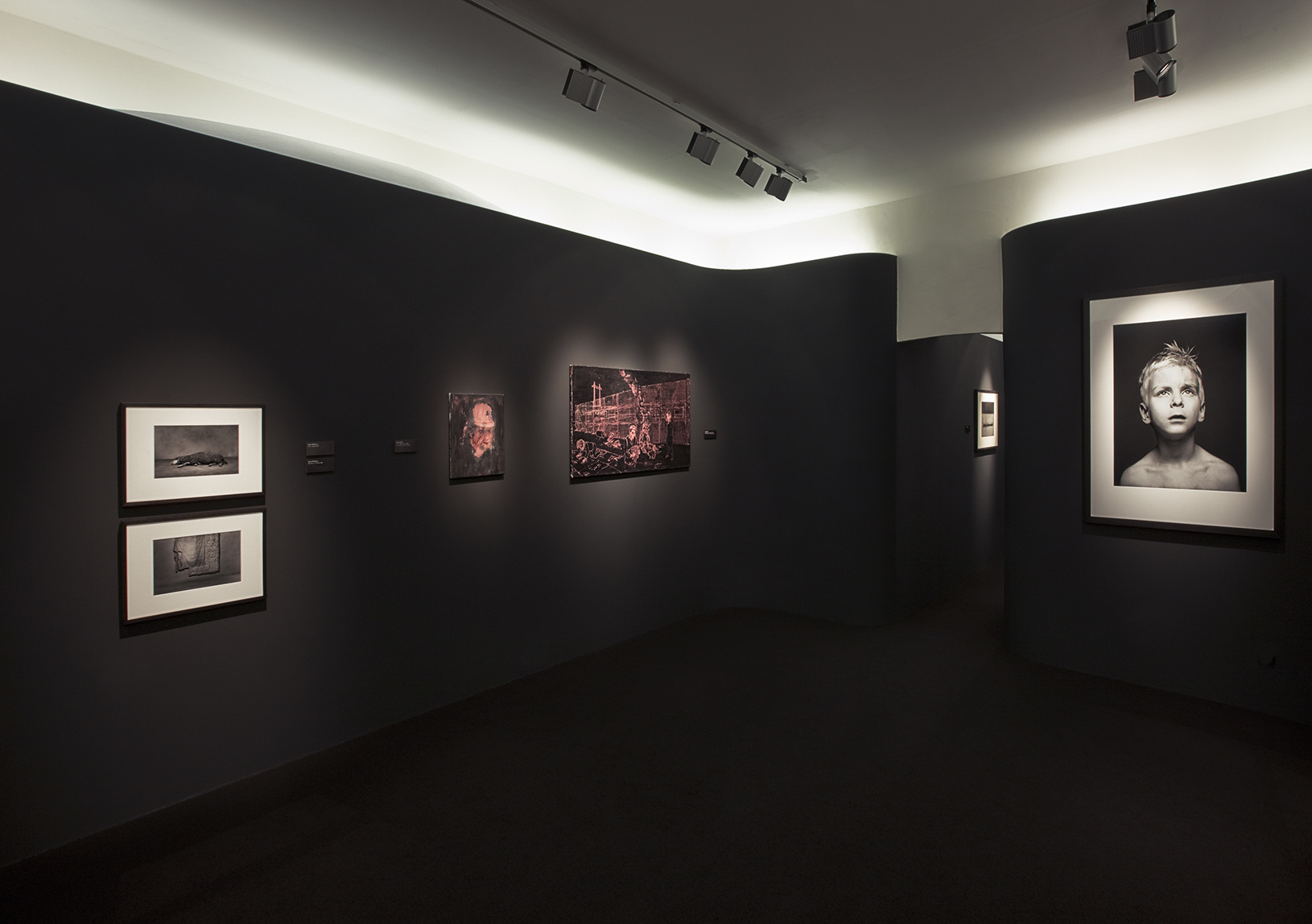
Ještě místo - pustá zem, ZČG, Plzeň, 2010

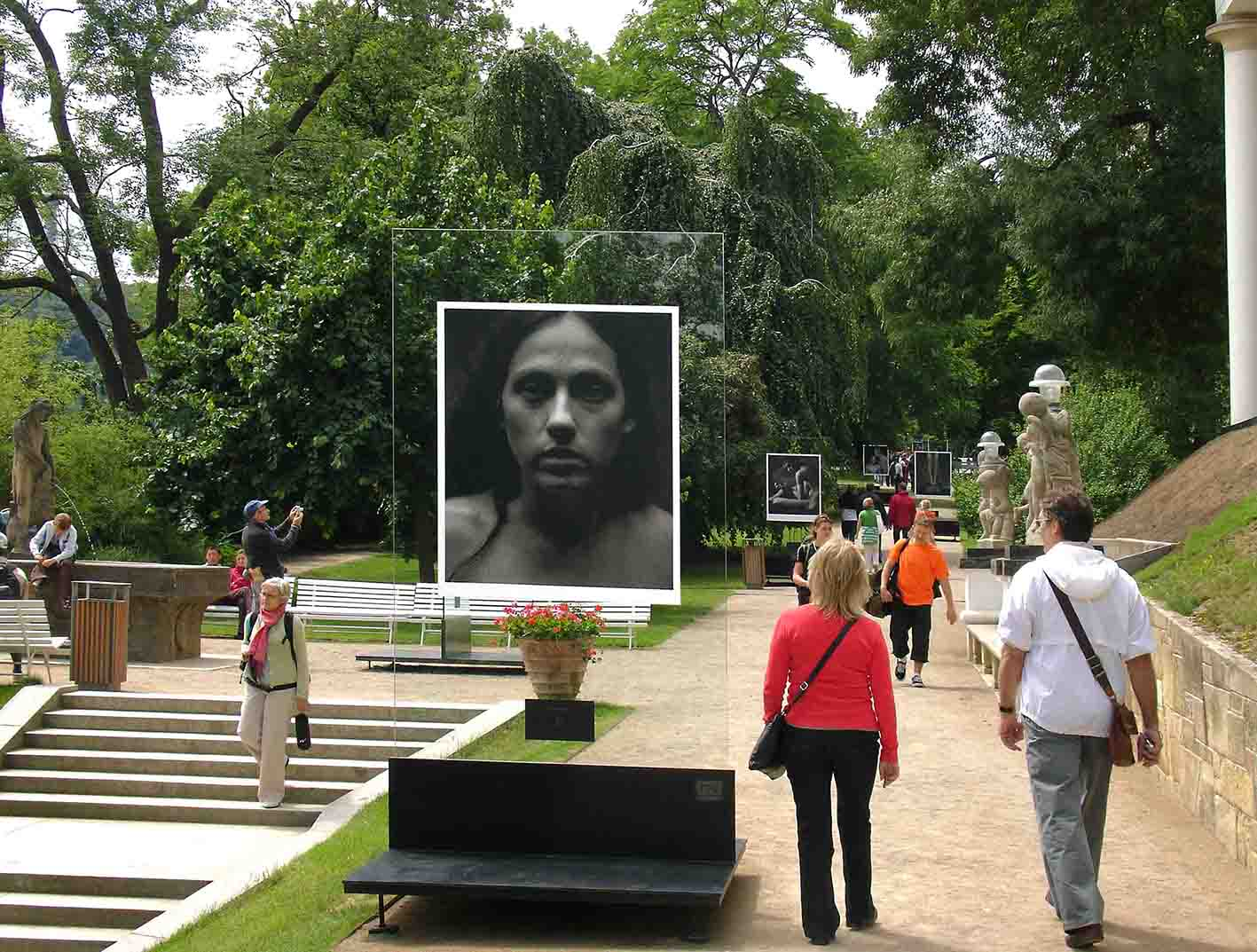
Salome, Pražský Hrad, Praha, 2007

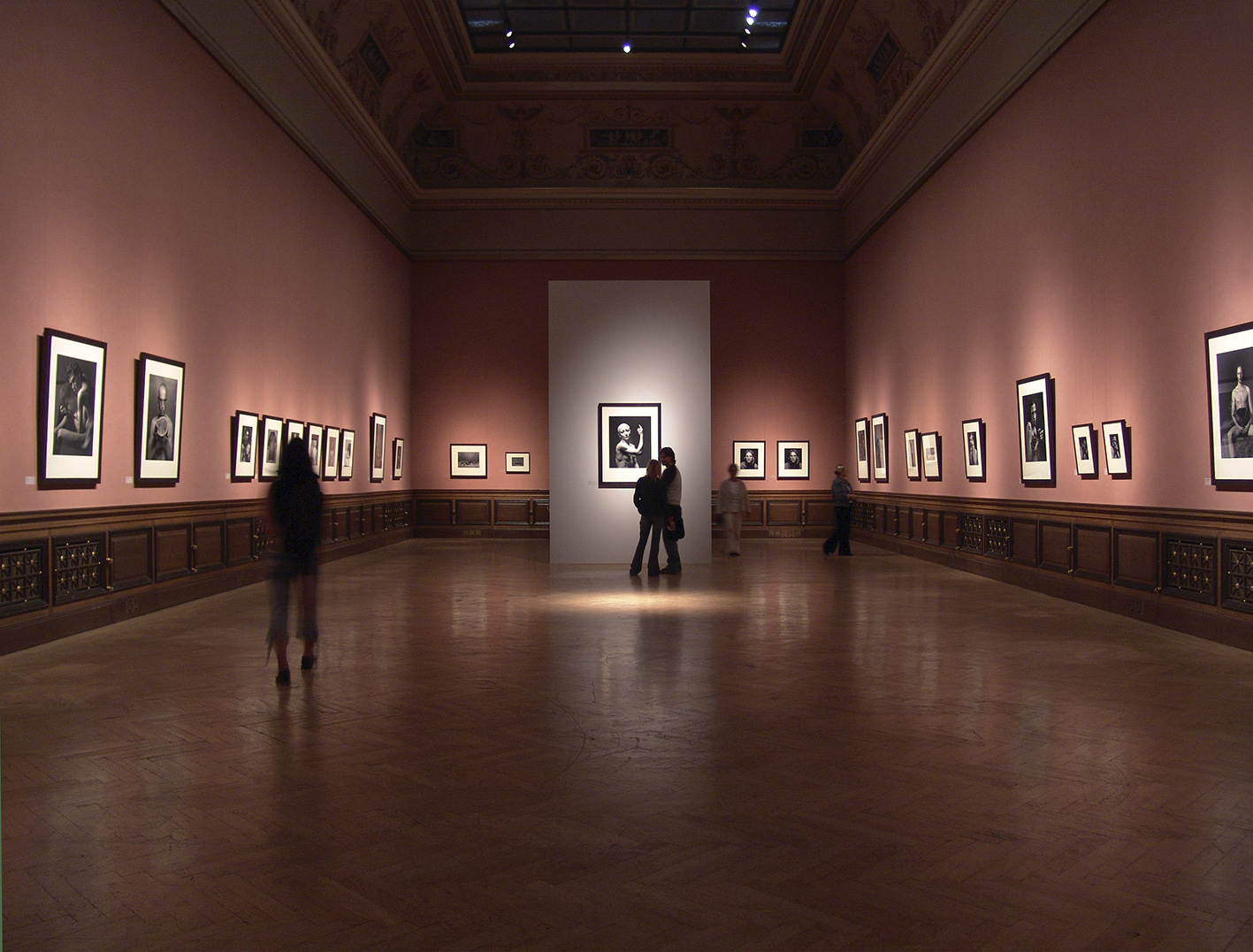
Heroes, Galerie Rudolfinum, Praha, 2004

Ivan Pinkava si během takřka třiceti let vytvořil vlastní, svébytný vizuální jazyk, který lze ztotožnit s jeho vlastním uvažováním o světě. Figury a zátiší se v jeho díle prolínají, jsou aktualizovaným zrcadlením hlubších myšlenkových procesů navázaných na řeč tradiční západní kultury. Autor cíleně vstupuje do známých ikonografických situací, aby je – někde nepatrně, jinde radikálně – pozměnil, zpřeházel, přejmenoval, vyprázdnil, zastřel nebo jim dal vyniknout v jiném osvětlení. Za dějinnými kulisami nachází cosi společného, platného pro současnost i budoucnost – předobrazy lidské nejistoty pramenící z vlastní tělesné pomíjivosti.

### Remains
„Vše se u Ivana Pinkavy nějakým způsobem dotýká jinotajnosti času, jeho artikulace a proměn. Čas je tu postaven do světla lidské zkušenosti. Je nahlížen jako motiv prostorotvorný, mýtotvorný ale i destruktivní. Pinkava podchycuje důsledky vnímání času pro lidské vědomí a pro zkušenost, a to opět ze dvou pohledových úhlů – bezprostředního (osobního) a historického (distančního). Čas je prostorem interpretace a zároveň prostorem skrývání (převlékání) významů. Jsme a žijeme s časem a v čase, ale potřebujeme zároveň obranné mechanismy, které nás chrání před „šokem“ z jeho plynutí.“

### Decadence Now!
Zbytky molitanů a staré deky jako odpadky naší skutečnosti. Dojemné a krásné svou zbytečností. Ještě naposledy, dříve než je světlo samo odsoudí k rozpadu nebytí, expozicí světla zrecyklované do svého zvěčnění. Pokus o uniknutí zkáze.
Nechci být více konkrétní, jen bych tak osekal vše, co trčí, vše co se příčí, co nutí k otázce, tedy to, co skrytě sděluje.
Smrtelnost, dusivá uzavřenost, konec – a naděje. Temné světlo, nalézání očistné krásy, zrození nové skutečnosti, hry, neustálé obrozování. Podivný koloběh se zdá být statický a neměnný. Nekonečný pokus o vymanění se z tohoto koloběhu odstředivou silou. Erós jako smrt. Smrt jako erós. Počátek skrze noc se zdá být samozřejmý, iniciace je vědomá. Zkušenost světla.“

### Heroes
„…..Teprve v této konfrontaci se ukazuje, proč je Ivan Pinkava skutečně, hlubinně anachronický: Ne proto, že si bere náměty z Bible, parafrázuje Caravaggia a fotografuje pečlivě naaranžované akty. Nýbrž proto, že svým dílem klade tuto nejen absurdní, nýbrž i drzou, směšnou, neodpustitelně naivní otázku po kráse. Nýbrž proto, že nad jeho dílem diváka takováto otázka vůbec napadá. Nýbrž proto, že v jeho díle má divák příležitost naučit se vnímat ony „přebytky“, ony byť i nepatrné nánosy, skvrny, zkreslení a pokřivení, patrná na tělech a tvářích, jako poukazy ke kánonu krásy, který však v naší době nelze zobrazovat jinak než per negationem, než skrze odchylky od něho.“

### Projekty
- 2007 Ivan Pinkava / Salome, Jižní zahrady Pražského Hradu, Praha
- 2003 Političtí vězni 50. let, Praha, projekt Nadace Galerie Langhans, Praha
- 1995 Memento Mori, Galerie Rudolfinum, Praha, (společný projekt s Václavem Jiráskem a Robertem V. Novákem)

### Samostatné a skupinové výstavy
- 2023 Full Moon In the Eye, Trafo Gallery, Praha, kurátor: Pavel Dvořák, 12. května - 25. června 2023[6]
- 2020/21 Ivan Pinkava, Dvojná vazba, Telegraph, Olomouc
- 2020 Ivan Pinkava, Backtracking, Dům umění, České Budějovice
- 2019 Inverzná romantika, Kunsthalle Bratislava, Bratislava
- 2019 Ivan Pinkava - Vojtěch Míča / Vitální kolaps - Vital Collapse, Muzeum Kampa, Praha
- 2018 Ivan Pinkava - Eliáš Dolejší, Napřed uhořet, GVUO, Ostrava
- 2018 Ivan Pinkava / Zbývá jen zlato, Lašské muzeum v Kopřivnici
- 2014 Ivan Pinkava, Antropologie, Fait Gallery MEM, Brno
- 2013 Ivan Pinkava / Stržený ornament, Zahorian & co Gallery, Bratislava
- 2013 Vnitřní okruh, GHMP, Praha
- 2012 Ivan Pinkava / Remains, AU Museum at the Katzen Arts Center, Washington DC
- 2012 Ivan Pinkava / Indexace, Galerie Dům, Broumov
- 2011 Ivan Pinkava / Opposite White, galerie Fiducia, Ostrava
- 2011 Ivan Pinkava / Opposite White, L'été photographique de Lectoure, Hotel de ville / Ancient tribunal , Lectoure
- 2011 Fundamenty & Sedimenty. Vzpoura hraček 2011, GHMP - Městská knihovna, Praha
- 2011 Fotografie – Mutující médium, Galerie Rudolfinum, Praha
- 2010 Ivan Pinkava / Ještě místo – pustá zem (společně s Josefem Bolfem), Západočeská Galerie, Plzeň
- 2010 Decadence Now! / Za hranicí krajnosti, Galerie Rudolfinum, Praha
- 2010 Darkness for Light – Czech Photography Today, Shiseido Gallery, Tokio
- 2010 Ivan Pinkava / Seul reste l'or, Galerie Seine 51, Paříž
- 2009 Silence, Silence, Dream and Three Mattresses, Vernon international & in Stage, Padua
- 2006 Ivan Pinkava / Heroes – choice, Central exhibition hall „Manesh“, Moskva
- 2004 Ivan Pinkava / Heroes – Ivan Pinkava, Galerie Rudolfinum, Praha
- 2004 Il Nudo, Fra Ideale e Realità, Galleria d'Arte Moderna, Bologna
- 2004 Gods Becoming Men, Frissiras Museum, Atény
- 2002 Ivan Pinkava / TNF, Atelier Josefa Sudka, Praha
- 2001 Ivan Pinkava / Theatre of Lost Soul, Mesaros Gallery, Morgantown, WV,USA
- 2000 Portrait, New Gallery, Houston
- 2000 Akt v české fotografii, Císařská konírna Pražského hradu, Praha
- 1999 Kain und Abel, Tschechisches Zentrum, Berlín
- 1997-8 Ivan Pinkava, Centro de la Imagen, Palatio Bellas Artes, Mexico City
- 1996 Ivan Pinkava / Portraits, Frederiks Bastion Gallery, Kobenhavn, yvaná i Kodaň
- 1992 Ivan Pinkava / Dynasty, Pražský dům fotografie, Praha
- 1992 Ivan Pinkava, Hippolyte Gallery, Helsinky
- 1990 Ivan Pinkava / Fotografien, Fotogalerie in der Brotfabrik, Berlín

## Zastoupení ve sbírkách
- Bibliothèque nationale de France, Paříž
- Gernsheim Collection, Austin, Texas
- Victoria and Albert Museum, Londýn
- Kinsey Institute Art Collection, Bloomington
- Maison européenne de la photographie, Paříž
- Musée de l'Élysée, Lausanne
- Museum of Fine Arts of Houston
- Museum of Photographic Arts, San Diego
- The Dali Photo Museum, Dali, Čína
- Sbírka PPF, Praha
- Muzeum umění Olomouc
- Muzeum umění a designu Benešov
- Uměleckoprůmyslové museum v Praze
- Moravská galerie v Brně
- Národní galerie v Praze
- Galerie Klatovy / Klenová

## Publikace
- 2023 Ivan Pinkava: Full Moon In the Eye, ISBN 978-80-908604-3-8